# 本領信治郎

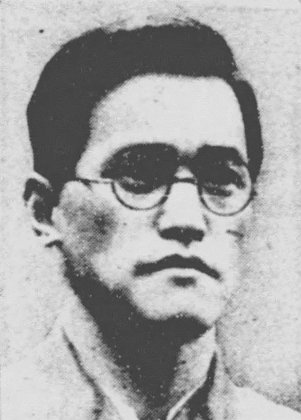
本領信治郎

本領 信治郎（ほんりょう しんじろう、1903年（明治36年）10月8日 - 1971年（昭和46年）7月24日）は、京都府出身の東京府東京市選出の政治家、教育者。衆議院議員、早稲田大学（以下、早大）教授、早大ラグビー部監督 & 選手。

## 来歴
京都市立第一商業学校（現、京都市立西京高等学校）を経て早大に進学。同校のラグビー部で活動し、ポジションはスクラムハーフ(SH)。1927年（昭和2年）のオーストラリア遠征では主将を務めた。卒業後の1928年（昭和3年）に早大監督に就任し、2シーズン同職を歴任。
その後、母校の早大で教鞭を執る傍ら、中野正剛の知遇を得て東方会に入党の後、大政翼賛会総務局宣伝部副部長を歴任。そして、1942年（昭和17年）4月30日に執行された第21回衆議院議員総選挙において、東京5区（中選挙区時代）から東方会（非推薦）で立候補し当選した。
当選後は中野正剛らとともに翼賛政治会に入り、大日本政治会を経て、無所属倶楽部に所属した。
第二次世界大戦後、公職追放となり、追放解除後は日本民主党相談役、日本ラグビーフットボール協会理事等を務めた。

## 主な著書
- 『ラグビー通になるまで』（野球界社 1930年）
- 『写真ヒトラー総統伝』（日本電報通信社出版部 1942年）
- 『青年の信条』（拓南社 1942年）
- 『ドイツ戦時経済叢書』（翻訳者として執筆。日本電報通信社出版部 1942年）